# Lincoln Museum

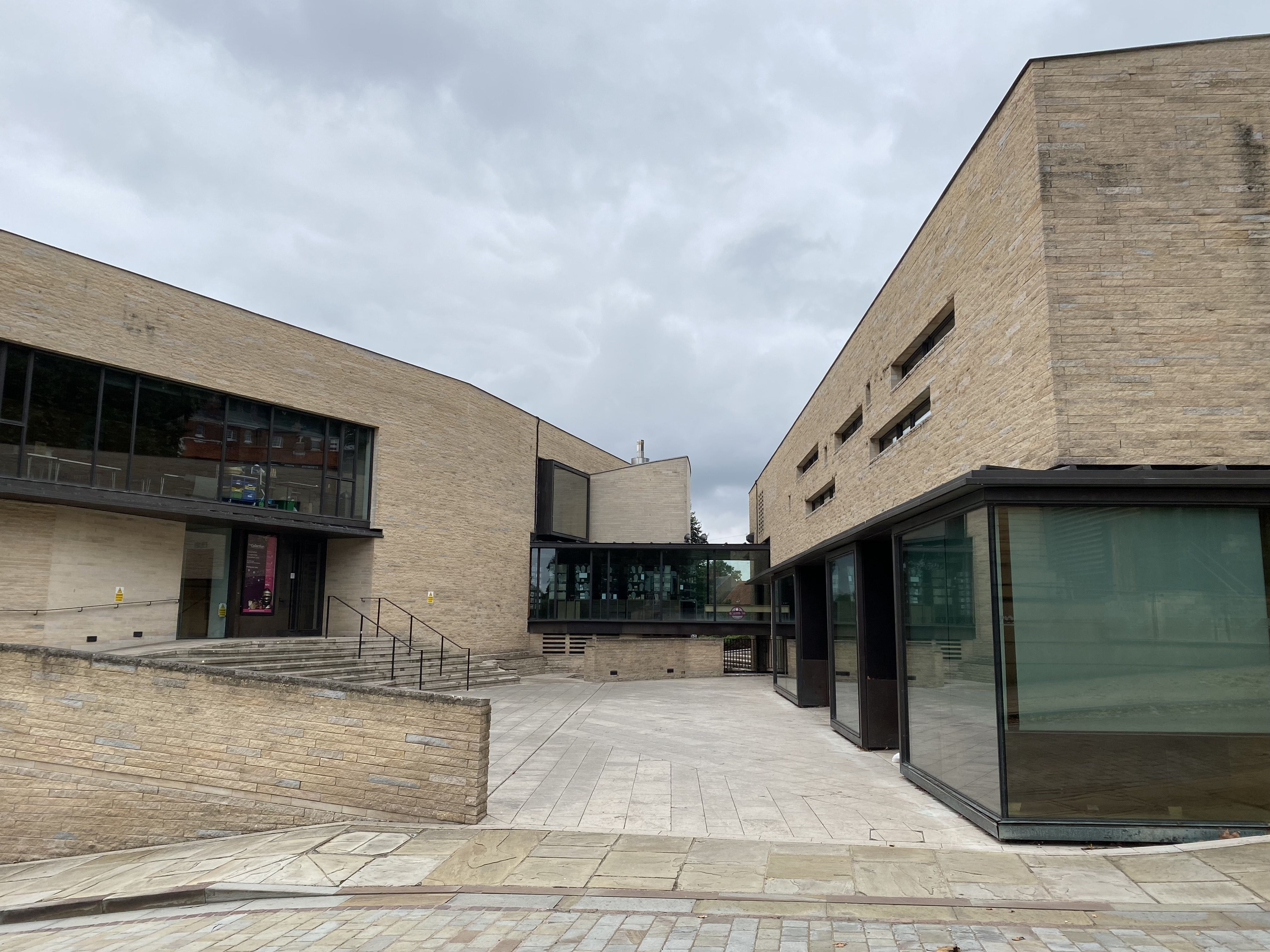

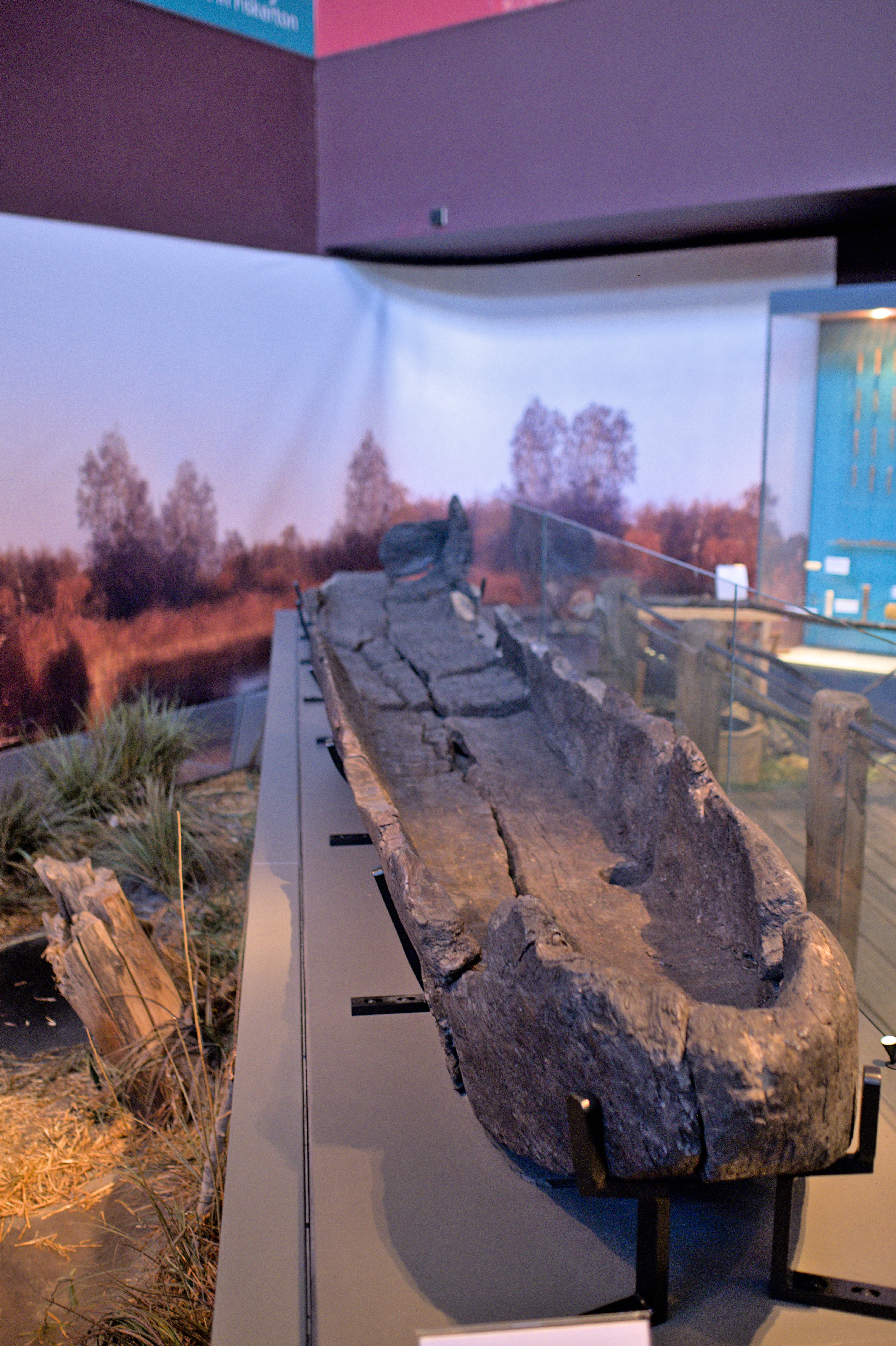

Het Lincoln Museum (tussen 2005 en 2023 The Collection genoemd) is een museum in de Engelse stad Lincoln. Ook de Usher Gallery maakt deel uit van het museum; het museum ontstond in 2005 als fusie van de Usher Gallery en het toenmalige City and County Museum (uit 1906). In het museum worden archeologische vondsten tentoongesteld (Steentijd, Romeinen, Angelen en Saksen, Vikingen, middeleeuwen).